# بنفشه مردابی
 بنفشه مردابی(نام علمی: Viola cucullata) نام یک گونه از سرده بنفشه است.